# Arc outrepassé brisé

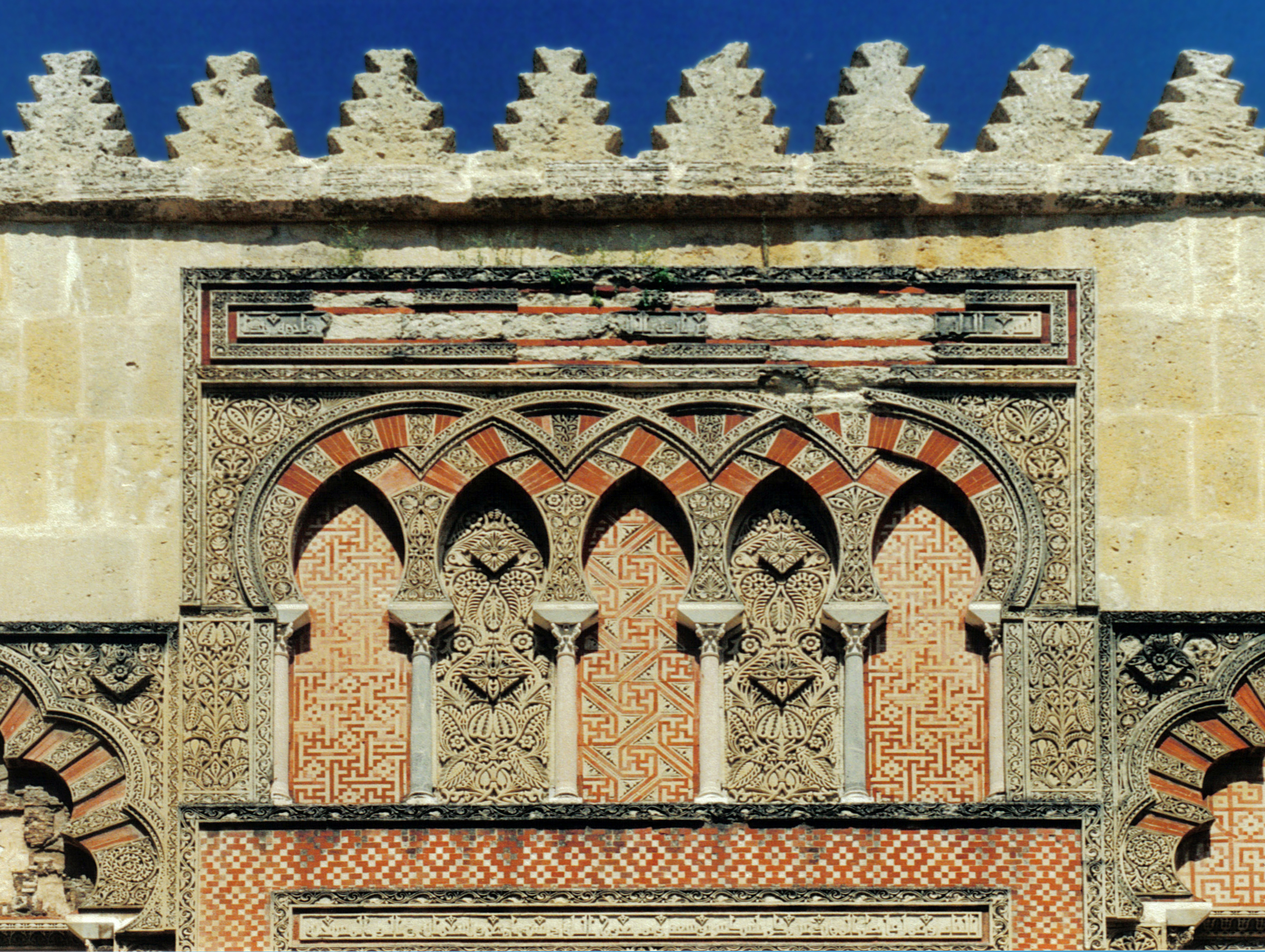
Les plus anciens arcs outrepassés brisés subsistants sont ceux de l'extension de la mosquée de Cordoue construite par Al-Hakam II.

L'arc outrepassé brisé est une variante de l'arc outrepassé (ou arc en fer à cheval) connu depuis le XIe siècle au moins en Al-Andalus et à l'époque des royaumes de taïfa.
Il est dit brisé ou en ogive car il est formé non pas d'un arc de cercle unique, mais de deux arcs de cercles qui se rejoignent en pointe au sommet.

## Origine
L'arc outrepassé brisé apparait notamment dans les arcs outrepassés entrecroisés qui ornent l'extension de la mosquée de Cordoue construite à l'époque omeyyade par le calife Al-Hakam II en 961 et qui, en se croisant, forment de véritables arcs brisés.
Il faut cependant noter que les arcs entrecroisés formant des arcs brisés et l'arc outrepassé sont deux formes architecturales connues indépendamment dans l'architecture occidentale depuis l'époque paléochrétienne et dans l'architecture wisigothique d'Espagne. Leur association pourrait donc être apparue bien avant l'époque omeyyade, alors que la presque totalité des monuments construits en ces temps reculés ont aujourd'hui disparu.

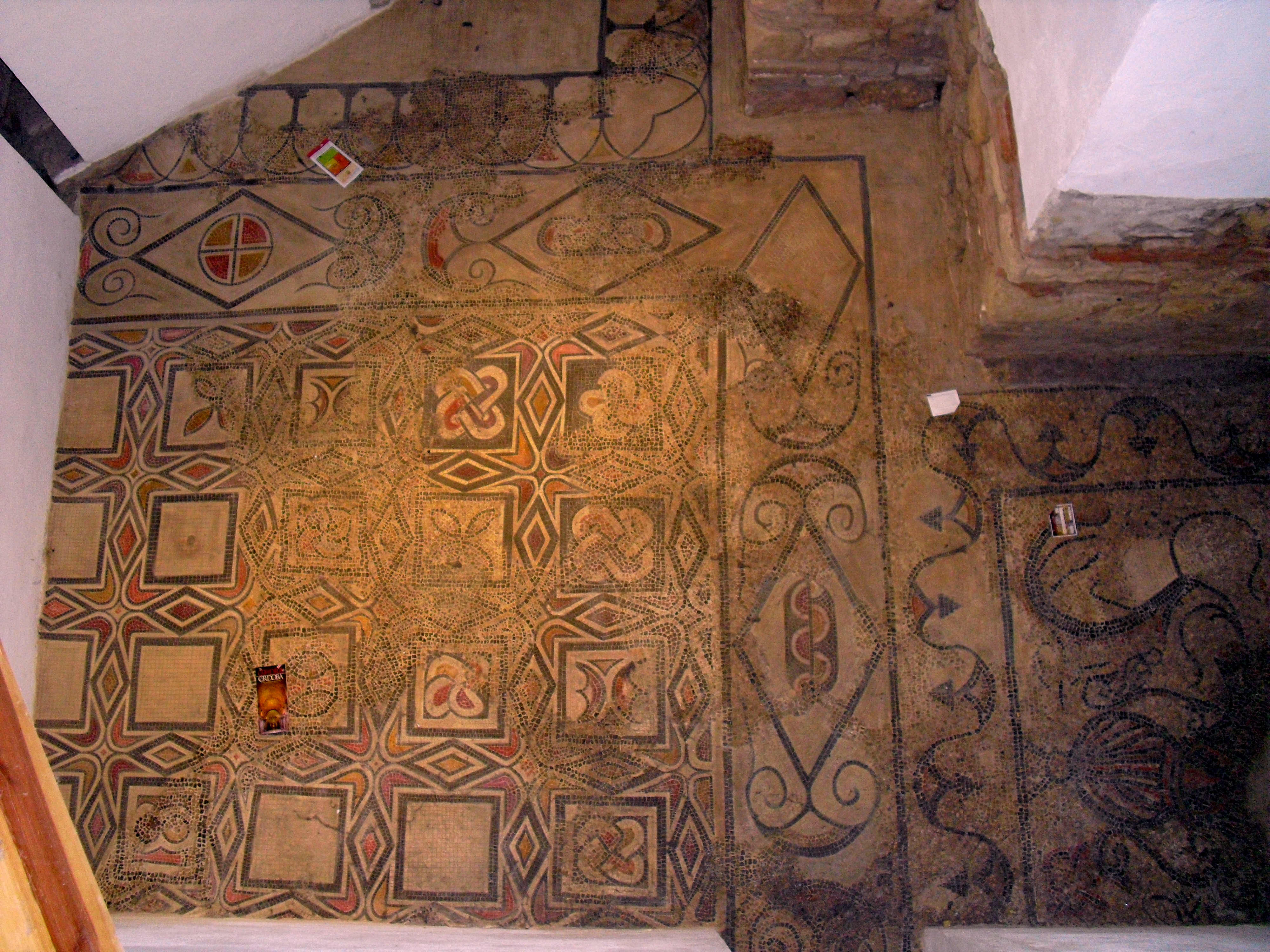
Mosaïque de style paléochrétien, datant du début de l'époque wisigothique, VIe siècle, représentant des arcs entrecroisés formant un cloître (en haut à gauche). Vestige de l'ancienne basilique Saint-Vincent Martyr sous l'actuelle mosquée-cathédrale de Cordoue.
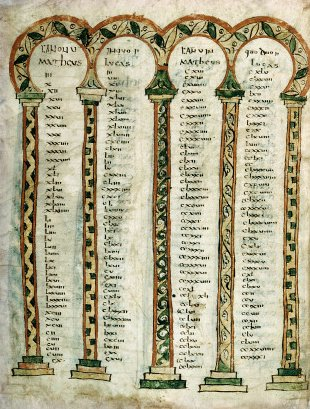
Représentation d'arcs outrepassés, assez fréquente dans les manuscrits d'époque mérovingienne en France.

## Dans l'architecture des royaumes de taïfa
L'arc outrepassé brisé est une innovation de l'architecture des royaumes de taïfa (XIe siècle) qui apparaît pour la première fois dans le palais de l'Aljaferia de Saragosse. 
Les deux portes latérales permettant d'accéder au salon du trône ou Salon Doré à partir du portique nord de l'Aljaferia sont surmontées chacune d'un arc outrepassé brisé.
Toutes les formes d'architecture hispano-mauresque qui succéderont à l'architecture des royaumes de taïfa lui emprunteront ce type d'arc.

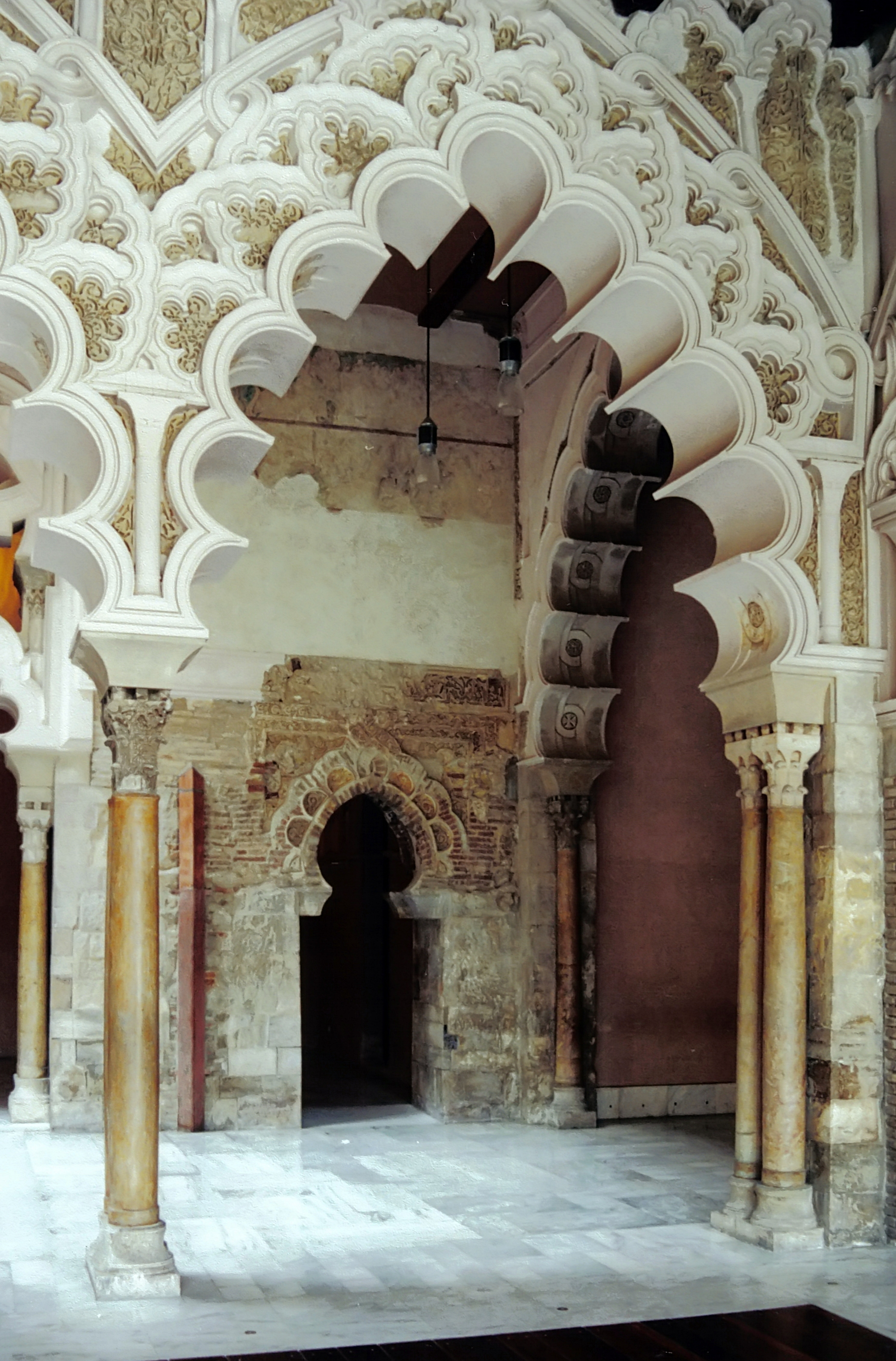
Grand arc outrepassé brisé du portique nord du palais de l'Aljaferia de Saragosse.
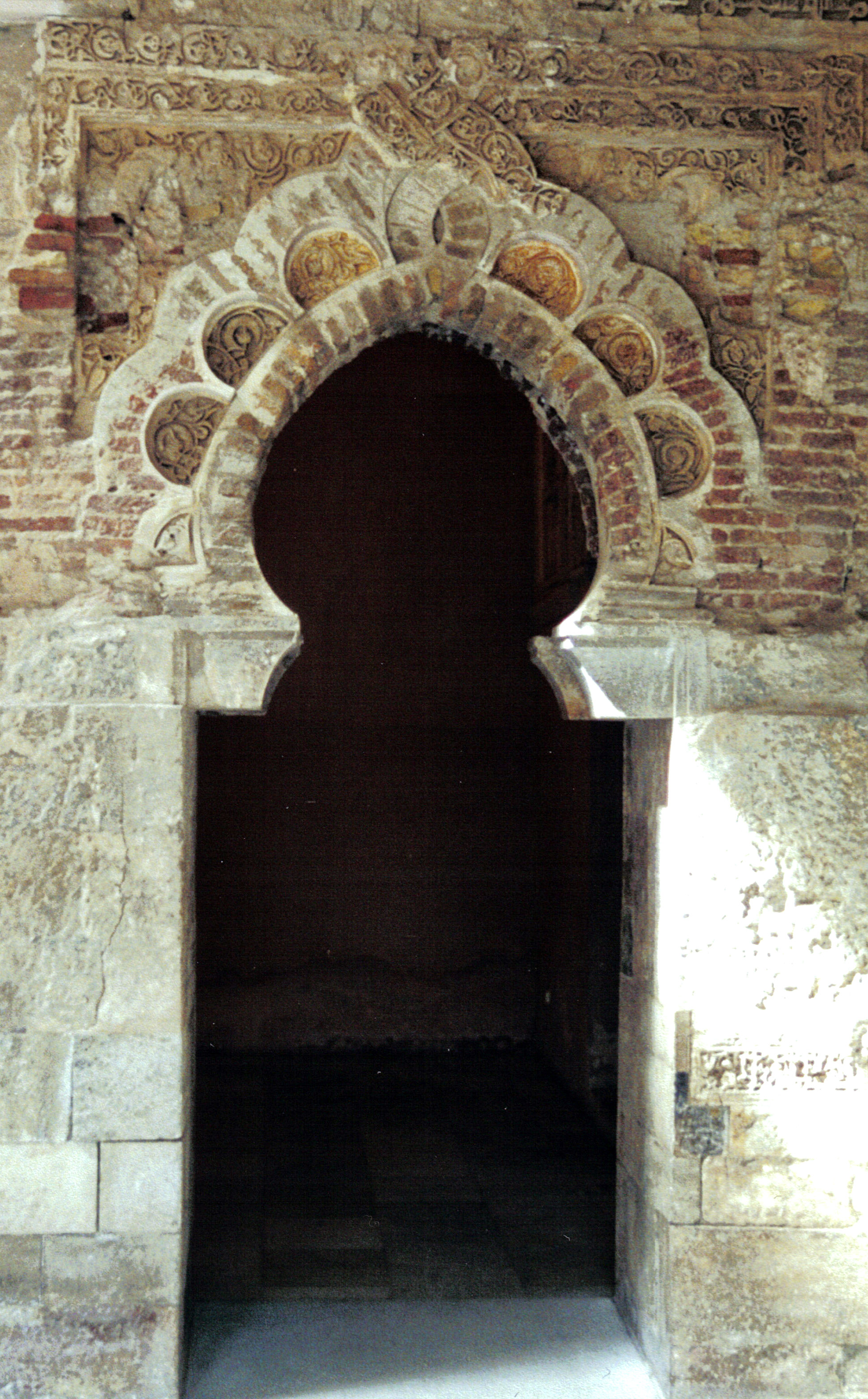
Arc outrepassé brisé d'une des portes d'accès au Salon Doré de l'Aljaferia.

## Dans l'architecture almohade
L'arc outrepassé brisé a ensuite été repris par l'architecture almohade.
Le dernier niveau de la Torre del Oro à Séville est orné d'une série de baies géminées surmontées d'arcs outrepassés brisés encadré d'un alfiz.
De même, le clocher et la nef de l'église Santa Catalina de Séville (qui était jadis une mosquée almohade) sont ornés d'arcs outrepassés brisés sous alfiz.

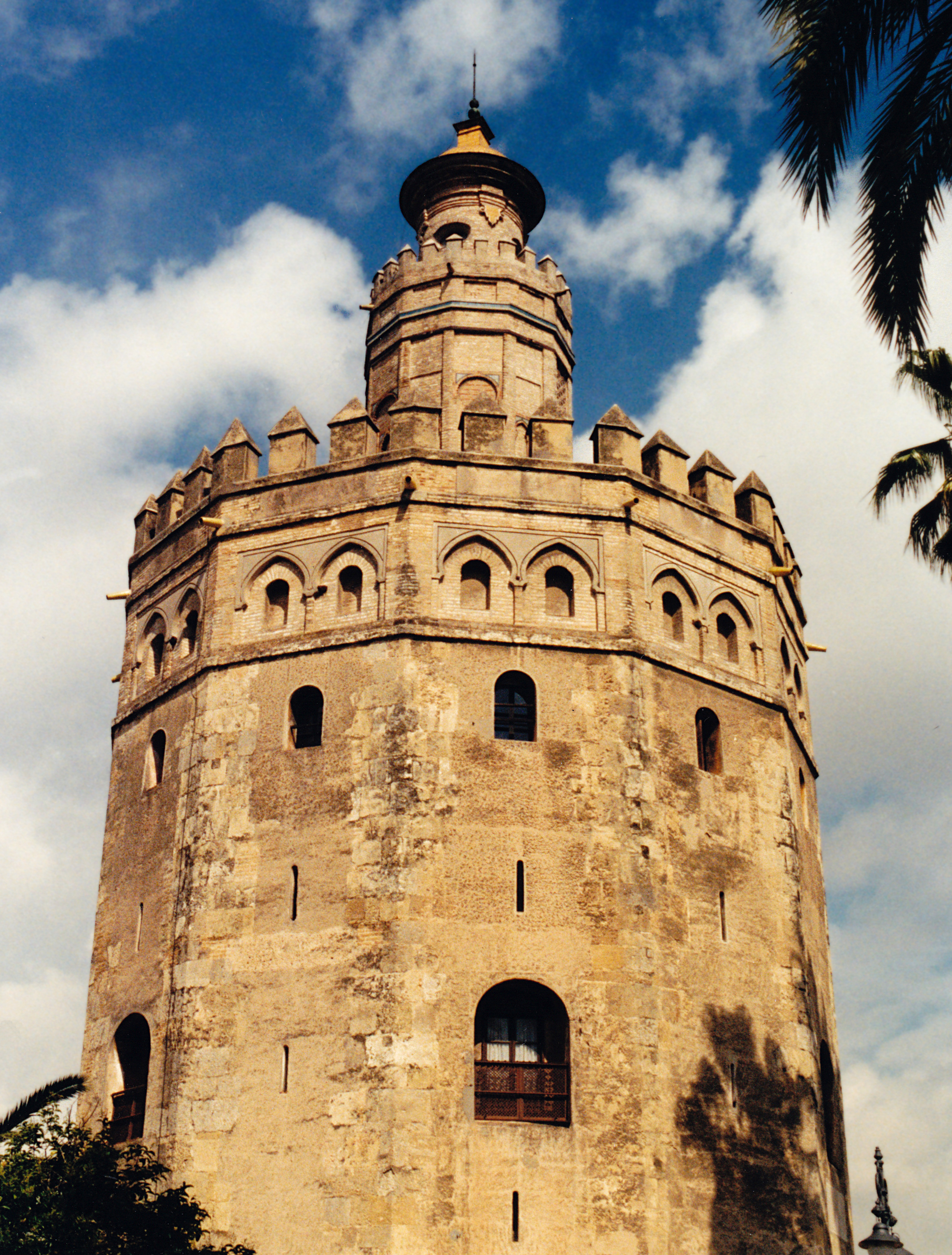
Torre del Oro à Séville.
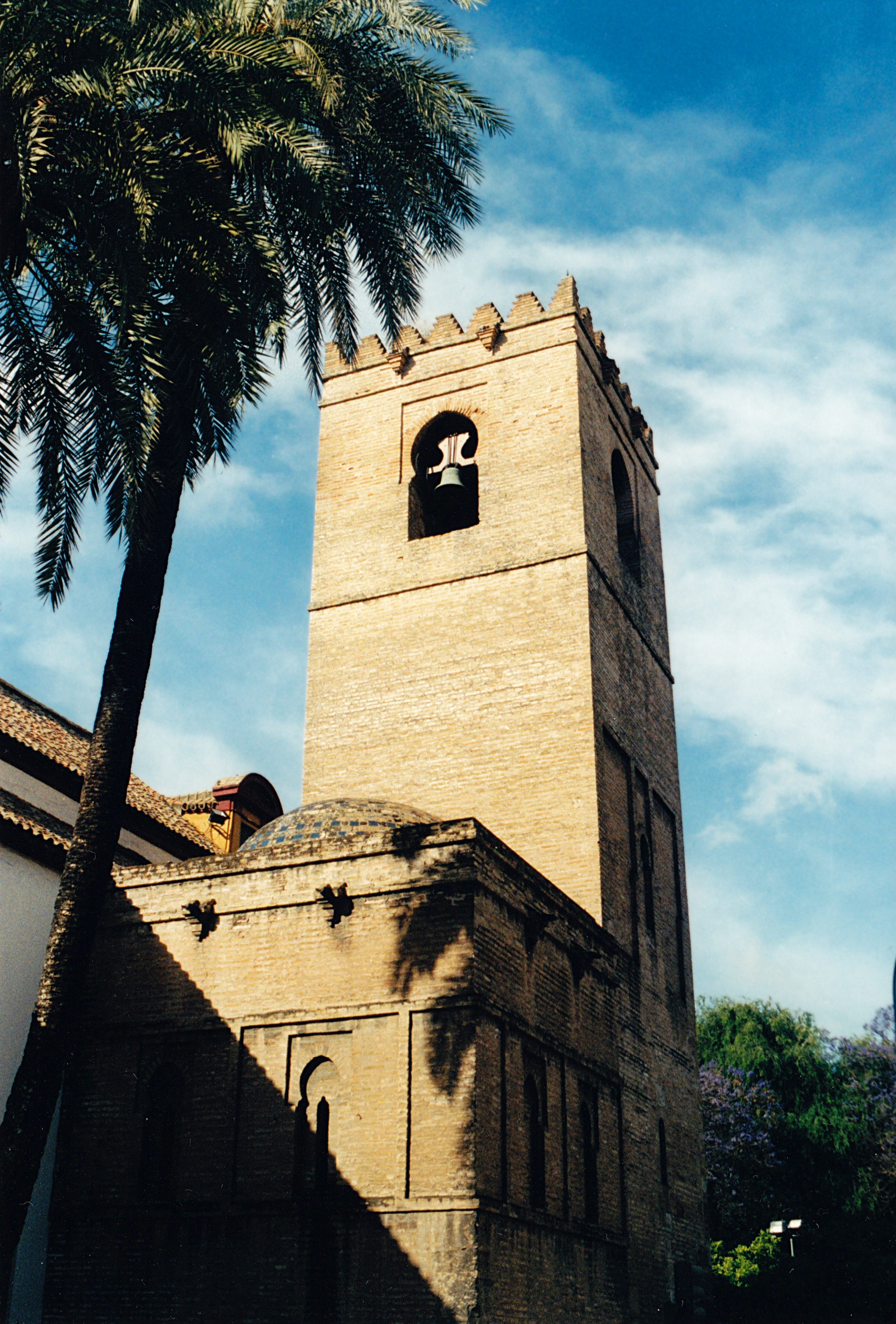
Mosquée Santa Catalina à Séville.

## Dans l'architecture nasride
L'architecture nasride du royaume de Grenade reprendra elle aussi l'arc outrepassé brisé : on en trouve un par exemple sur la Puerta del Vino située face à l'Alcazaba au sein de l'Alhambra de Grenade.

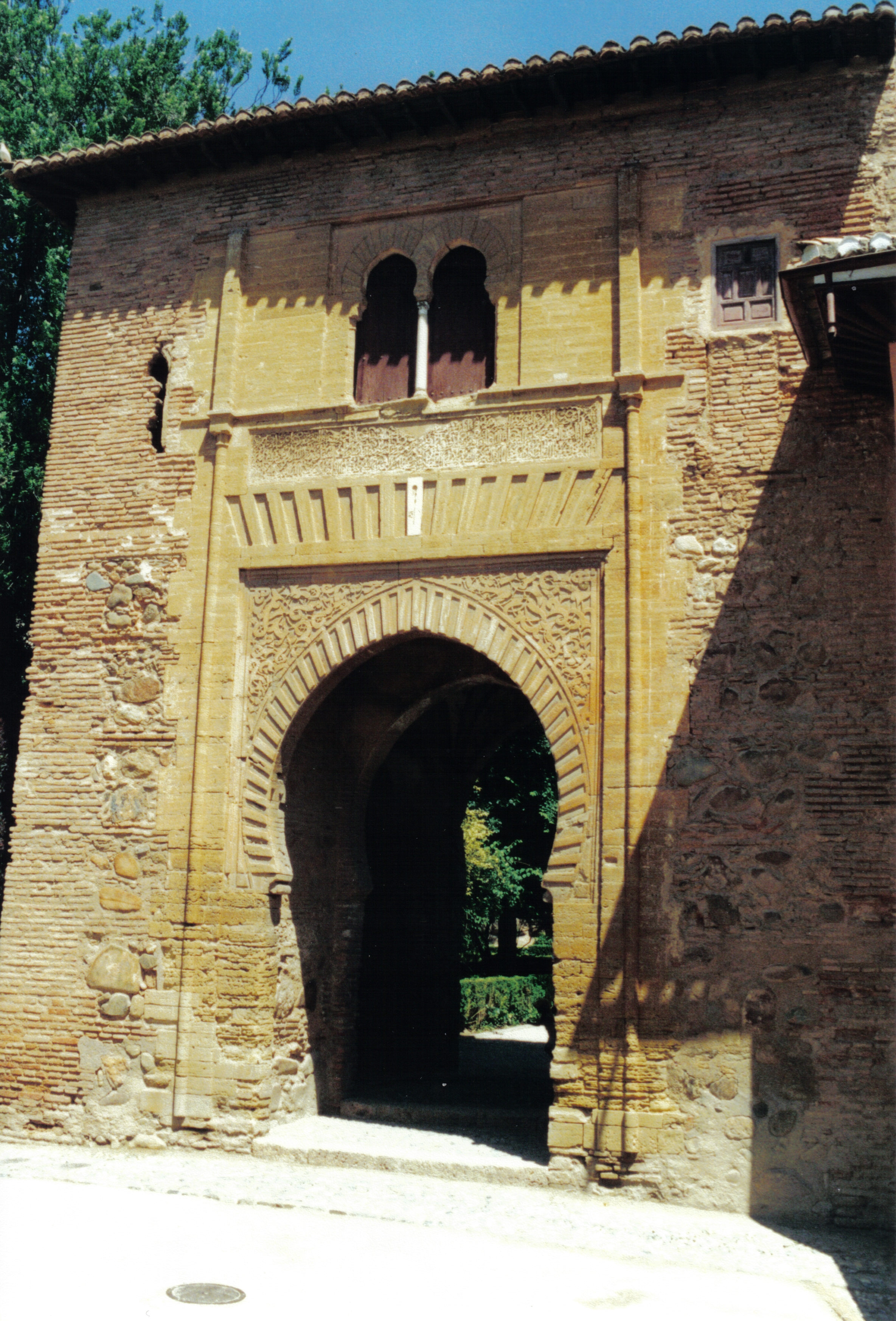
Puerta del Vino à Grenade.

## Dans l'architecture mudéjare
L'arc outrepassé brisé a enfin été utilisé par l'architecture mudéjare comme dans la Puerta del Sol de Tolède, ou sur les clochers mudéjars de l'église Sainte-Léocadie de Tolède et de l'église Santiago del Arrabal de Tolède.

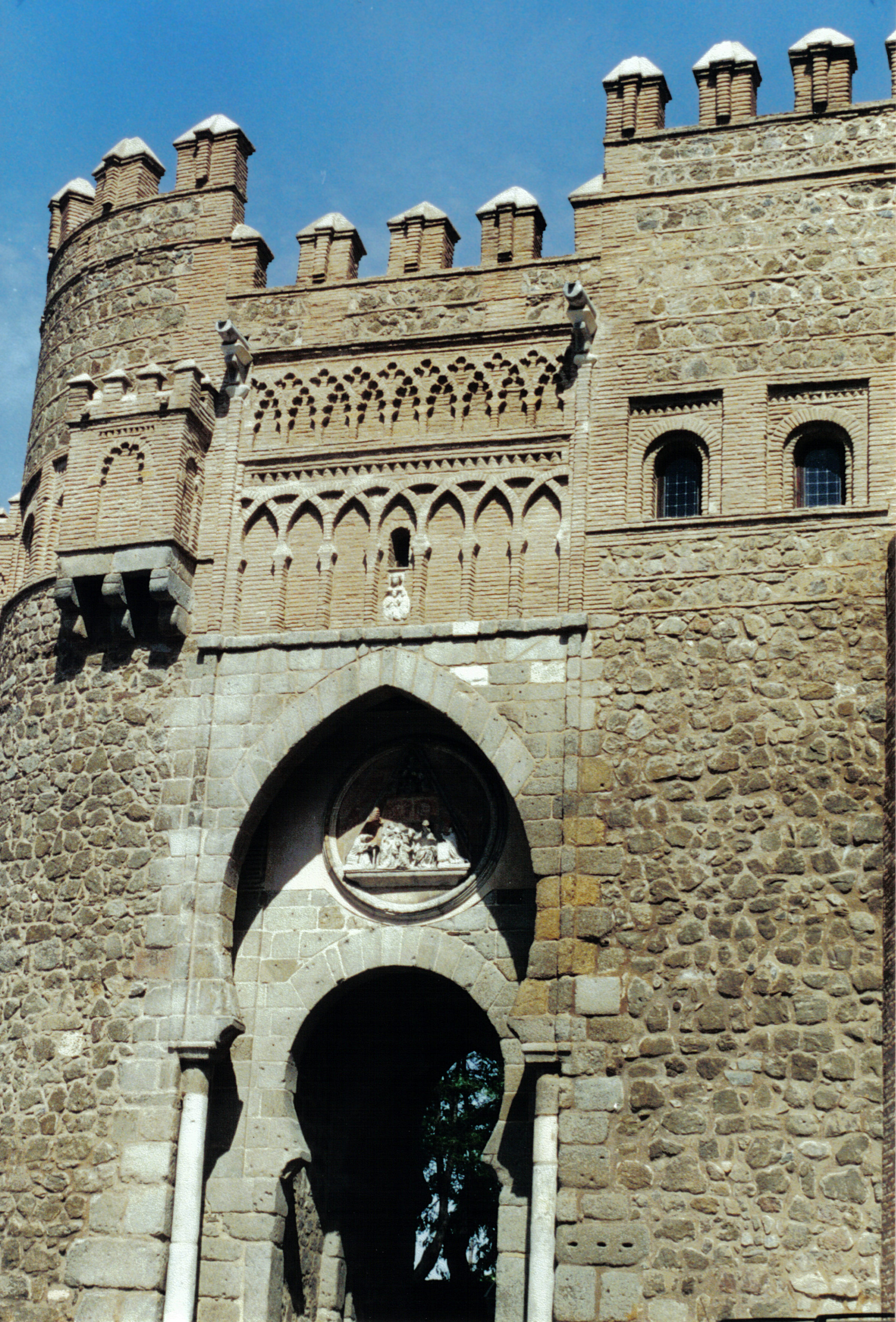
Puerta del Sol de Tolède.
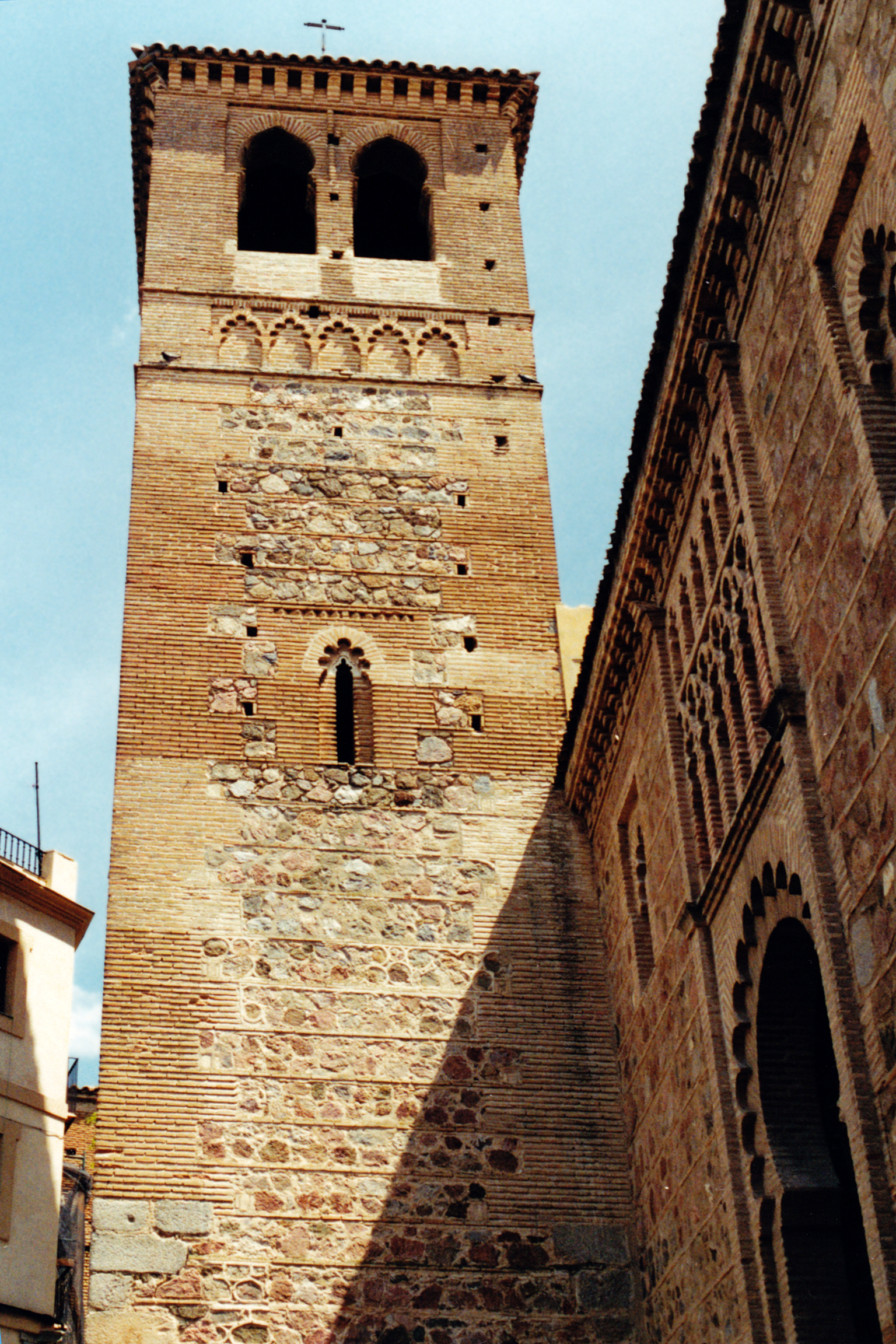
Clocher mudéjar de l'église Sainte-Léocadie de Tolède.
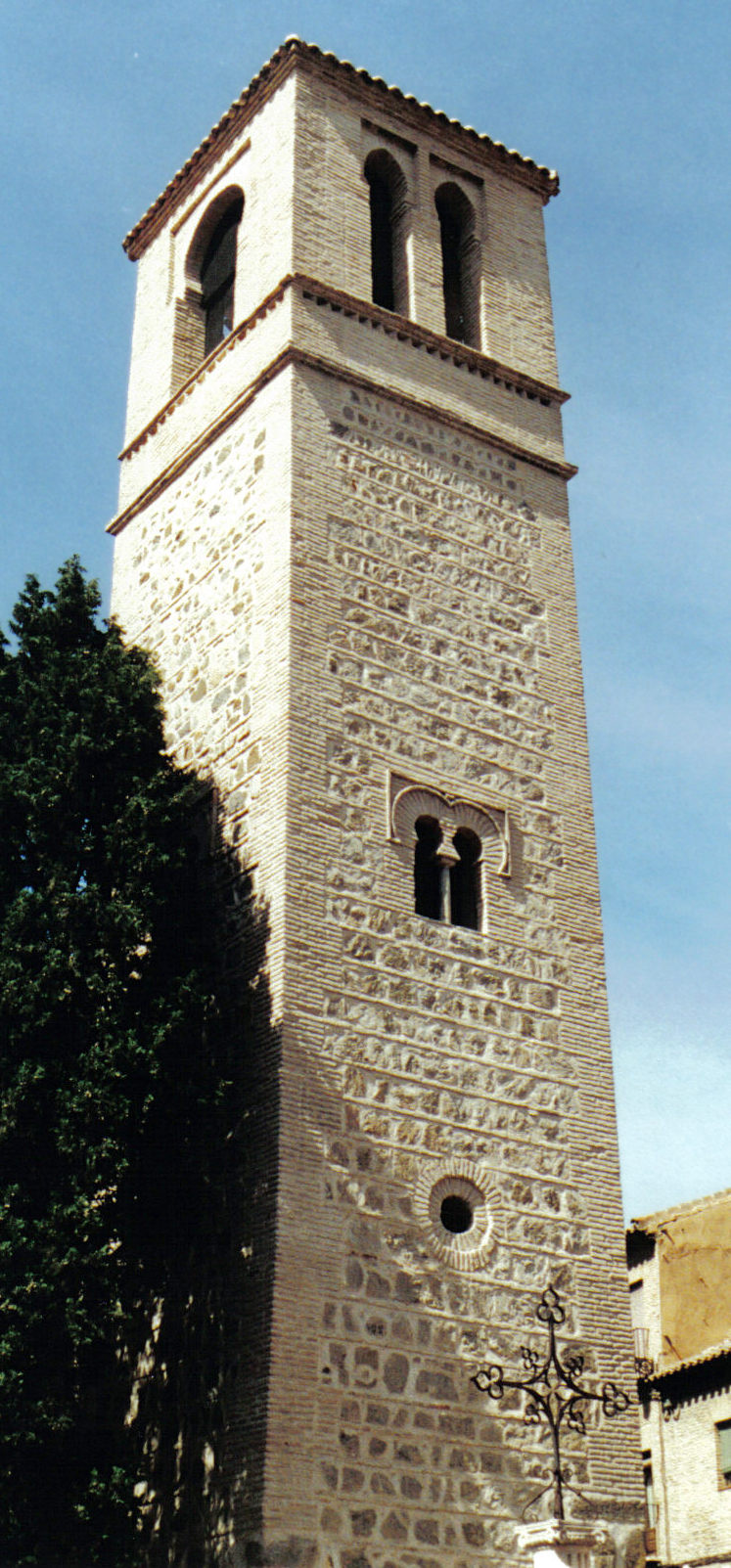
Clocher mudéjar de l'église Santiago del Arrabal de Tolède.

## Dans l'architecture maghrébine
En Tunisie, la grande mosquée de Kairouan, qui est le plus bel édifice de la civilisation musulmane au Maghreb, connaît également, à côté d'autres variétés d'arcs (arc de plein cintre ou encore de plein cintre outrepassé), l'emploi de l'arc outrepassé brisé.

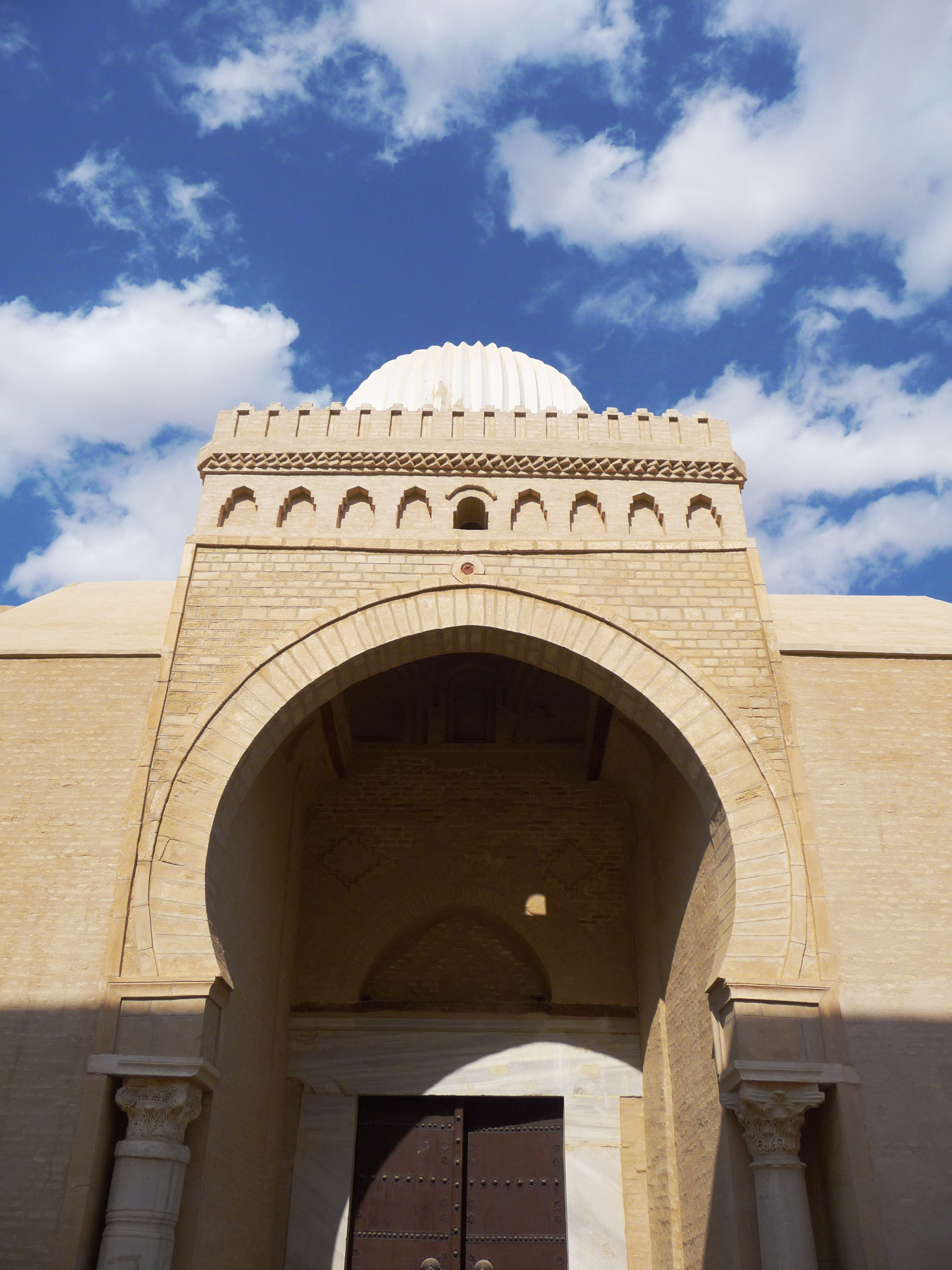
Arc outrepassé brisé d'un porche de la grande mosquée de Kairouan.
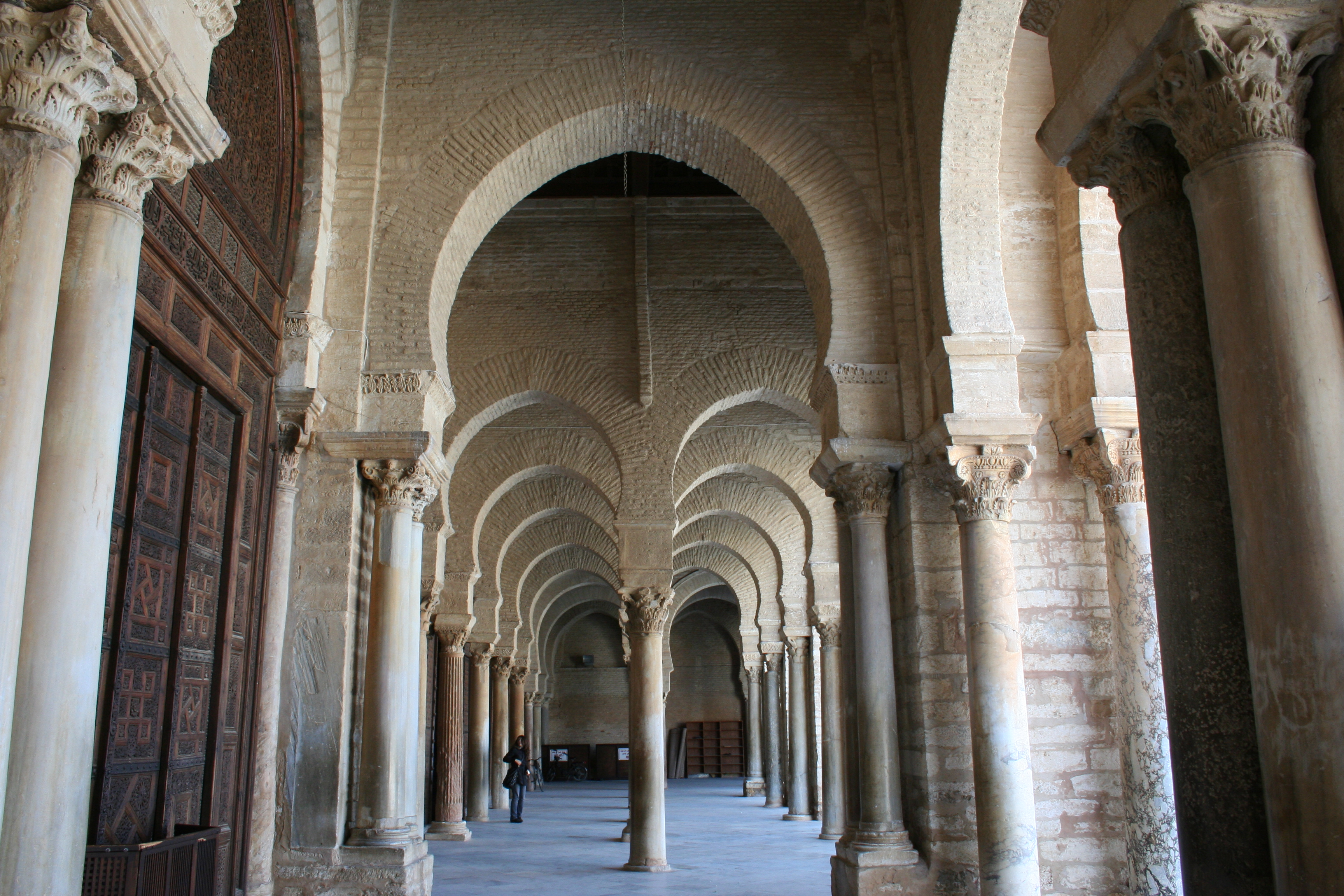
Arcs outrepassés brisés de l'une des galeries de la grande mosquée de Kairouan.
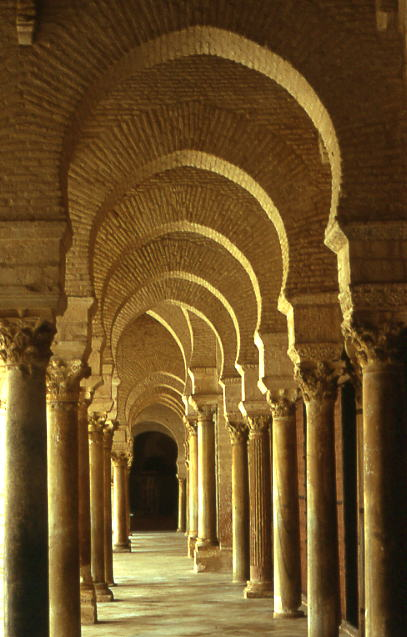
Série d'arcs outrepassés brisés dans l'un des portiques de la grande mosquée de Kairouan.